# Aurel Stroe
Aurel Stroe (ur. 5 maja 1932 w Bukareszcie, zm. 3 października 2008 w Mannheimie) – rumuński kompozytor.

## Życiorys
Od 1951 do 1956 roku studiował w konserwatorium w Bukareszcie, gdzie jego nauczycielami byli Mihail Andricu (kompozycja), Ovidiu Drimba (fortepian), Marṭian Negrea (harmonia) oraz Theodor Rogalski (orkiestracja). W 1966 roku wziął udział w kursie muzyki elektronicznej w Monachium. W latach 1966–1969 uczestnik Międzynarodowych Letnich Kursów Nowej Muzyki w Darmstadcie, gdzie uczęszczał na zajęcia prowadzone przez Kagela, Ligetiego i Stockhausena. Był autodydaktą w zakresie matematyki wyższej i informatyki. W 1968 roku przebywał na stypendium w Stanach Zjednoczonych. W latach 1972–1973 stypendysta Deutscher Akademischer Austauschdienst w Berlinie. Od 1974 do 1984 roku prowadził klasę kompozycji w konserwatorium w Bukareszcie, udzielał też wykładów na Uniwersytecie Bukareszteńskim na temat muzyki komputerowej. W 1985 roku z powodów politycznych wyemigrował z Rumunii i wyjechał do Stanów Zjednoczonych. W latach 1985–1986 wykładał na Uniwersytecie Illinois w Urbanie i Champaign, w 1986 roku osiadł na stałe w Mannheimie.
W latach 1992–1998 prowadził gościnnie wakacyjne kursy muzyczne w Bușteni. Kawaler francuskiego Orderu Sztuki i Literatury (1992). W 2002 roku otrzymał nagrodę im. Herdera.

## Twórczość
W latach 50. XX wieku sprzeciwił się narzuconemu przez komunistyczne władze Rumunii socrealizmowi, szukając inspiracji w nurtach zachodniej awangardy. W pierwszym okresie (do 1968 roku) wpływ na jego twórczość miały idee konceptualne: ciągi pseudolosowe, ciąg Fibonacciego i swoiście traktowane serie, które łączył z dawnymi technikami kompozytorskimi: ścisłymi kanonami i kontrolowaną heterofonią. W drugim okresie dokonał złagodzenia języka muzycznego, tworząc sześciotonowe systemy modalne, rozszerzane następnie poza ambitus jednej oktawy. Interesował się nierównomiernie temperowanym strojem oraz mikrotonowością, łączył ze sobą skale muzyczne typowe dla różnych epok i kultur. W swoich kompozycjach oscylował pomiędzy zdeterminowaniem a chaosem i między zapisem ścisłym, a ad libitum.

## Ważniejsze kompozycje
(na podstawie materiałów źródłowych)

### Utwory orkiestrowe
- Symfonia (1955)
- Koncert na smyczki (1951)
- Ouverture – Burlesque (1961)
- Contrastes na blachę i perkusję (1963)
- Arcades na 10 grup instrumentalnych (1963)
- Musique de concert na fortepian, blachę i perkusję (1965)
- Laudes: I na 28 smyczków (1966), II (1968)
- Canto: I (1967), II na 12 grup instrumentalnych (1967)
- Prerie et prières na saksofon i orkiestrę (1993)
- Ciaccona con alcune licenze – sinfonia concertante na perkusję i orkiestrę (1995)
- Préludes lyriques na zespół instrumentów (1999)
- Koncert na akordeon i zespół solistów (2001)

### Utwory kameralne
- Rêver c’est désengrener les temps superposés na klarnet, wiolonczelę i klawesyn lub fortepian (1970)
- Anamorphoses canoniques na flet, klarnet, klawikord, puzon, wiolonczelę i taśmę (1987)
- Capricci e Ragas na skrzypce i zespół solistów (1990)
- Carillons et échos (6 préludes solennels) na 5 perkusji, 2 syntezatory, skrzypce, altówkę, wiolonczelę i kontrabas (1995)

### Utwory wokalno-instrumentalne
- kantata Visage de la paix na mezzosopran, chór i orkiestrę, słowa Paul Éluard (1960)
- Only through Time... na baryton, 4 puzony, 4 gongi i orkiestrę, słowa T.S. Eliot (1965)
- 2 Epitaphes na głos i fortepian (1973)
- Chorales et comptines na chór kameralny, 4 puzony i saksofon solo (1992)
- Mandala mit einem Crucifixus von Antonio Lotti na chór kameralny i wielką orkiestrę (1997)

### Opery
- Oedipe à Colonnos, libretto kompozytora według Sofoklesa (1963)
- Ça n’aura pas le Prix Nobel, libretto Paul Sterian (1969)
- miniopera na taśmę De Ptolemaeo, libretto Nichita Stănescu (1970)
- cykl Nowa Oresteja do libretta kompozytora według Ajschylosa: I Agamemnon (1981), II Choefory (1977), III Eumenidy (1985)
- opera-oratorium Das Weltkonzil (1988)